# Ривертон (Юта)
Ривертон (англ. Riverton) — місто (англ. city) в США, в окрузі Солт-Лейк штату Юта. Населення — 45 285 осіб (2020).

## Географія
Ривертон розташований за координатами 40°31′3″ пн. ш. 111°57′49″ зх. д. / 40.51750° пн. ш. 111.96361° зх. д. (40.517627, -111.963649).  За даними Бюро перепису населення США в 2010 році місто мало площу 32,71 км², уся площа — суходіл.

## Демографія
Згідно з переписом 2010 року, у місті мешкали 38 753 особи в 10 460 домогосподарствах у складі 9264 родин. Густота населення становила 1185 осіб/км².  Було 10810 помешкань (331/км²).
Расовий склад населення:
| - 93,6 % — білих - 1,3 % — азіатів - 0,7 % — вихідців з тихоокеанських островів - 0,4 % — чорних або афроамериканців - 0,3 % — корінних американців - 1,9 % — осіб інших рас |

До двох чи більше рас належало 1,8 %. Частка іспаномовних становила 5,7 % від усіх жителів.
За віковим діапазоном населення розподілялося таким чином: 37,8 % — особи молодші 18 років, 57,1 % — особи у віці 18—64 років, 5,1 % — особи у віці 65 років та старші. Медіана віку мешканця становила 27,9 року. На 100 осіб жіночої статі у місті припадало 100,7 чоловіків;  на 100 жінок у віці від 18 років та старших — 98,5 чоловіків також старших 18 років.
Середній дохід на одне домашнє господарство  становив 101 239 доларів США (медіана — 85 207), а середній дохід на одну сім'ю — 106 829 доларів (медіана — 91 438). Медіана доходів становила 60 926 доларів для чоловіків та 38 638 доларів для жінок. За межею бідності перебувало 3,2 % осіб, у тому числі 3,4 % дітей у віці до 18 років та 4,9 % осіб у віці 65 років та старших.
Цивільне працевлаштоване населення становило 20 096 осіб. Основні галузі зайнятості: освіта, охорона здоров'я та соціальна допомога — 18,6 %, роздрібна торгівля — 11,7 %, науковці, спеціалісти, менеджери — 11,7 %.